# Kernkraftwerk Kakrapar
Das Kernkraftwerk Kakrapar (auch Kakrapar Atomic Power Station – KAPS genannt) liegt in der Nähe der Stadt Surat im Bundesstaat Gujarat. Es sind vier Reaktoren in kommerziellem Betrieb. Neben den Reaktoren soll sich auf dem Gelände auch eine Anlage zur Aufbereitung von Schwerem Wasser befinden (Kakrapar Heavy Water Upgrade Plant).

## Phase I
In der ersten Phase wurden zwei Reaktoren des indischen Typs IPHWR-220 mit je 220 Megawatt (MW) Bruttoleistung errichtet. Es handelt sich um Druckwasserreaktoren mit Schwerem Wasser als Moderator (Pressurised heavy water reactor, PHWR).
KAPS-1 wurde am 3. September 1992 erstmals kritisch und begann mit der kommerziellen Stromproduktion ab dem 6. Mai 1993.
KAPS-2 wurde am 8. Januar 1995 erstmals kritisch und begann die kommerzielle Stromproduktion im September 1995.
Im Januar 2003 zeichnete die CANDU Owners Group (COG) KAPS-1 als den weltweit besten PHWR seiner Klasse aus.
Die Baukosten wurden ursprünglich auf 3,8252 Milliarden Rupien geschätzt, die Anlage soll aber letztendlich 13,35 Milliarden Rupien gekostet haben.

### Störfälle
- 1998 wurde KAPS-1 wegen eines Lecks im Kühlkreislauf für 66 Tage abgeschaltet.
- Am 10. März 2004 wurde bei Wartungsarbeiten die Stromversorgung für die Steuerstäbe von KAPS-1 irreparabel beschädigt. In Folge wurde auch das Automatic Liquid Poison Addition System durch einen Bedienfehler unbrauchbar. Der Unfall wurde als ein Zwischenfall der Stufe 2 auf der INES-Skala bewertet.[1]
- Am 11. März 2016 ereignete sich ein Kühlmittelverluststörfall in KAPS-1, als eine der Leitungen des Primärkühlkreislaufs der 306 Druckröhren barst. Der Unfall wurde bisher als INES 1 eingestuft.[2][3]

## Phase II
Im Januar 2010 begannen die Bauarbeiten für die Blöcke 3 und 4 mit jeweils 700 MW; es handelt sich um IPHWR-700, ein indisches Generation-III-Design. KAPS-3 ist die erste Einheit dieses Typs, die errichtet wurde. [veraltet] Die Einheiten sollten 2015 und 2016 fertiggestellt sein. Reaktor 3 war  am 22. Juli 2020 erstmals kritisch und ging im Januar 2021 ans Netz. Der kommerzielle Betrieb wurde am 30. Juni 2023 aufgenommen. Reaktor 4 ging im Februar 2024 ans Netz und nahm an 31. März 2024 den kommerziellen Betrieb auf.

## Sicherheit
Am 22. August 2006 wurde von Dorfbewohnern gemeldet, dass zwei Bewaffnete auf das Gelände des Kraftwerks vorgedrungen seien. Eine Durchsuchung durch die Polizei ergab keine Anhaltspunkte dafür, dass sich die Personen noch auf dem Gelände aufhielten.

## Daten der Reaktorblöcke
Das Kernkraftwerk Kakrapar hat insgesamt vier in Betrieb befindliche Blöcke.
| Reaktorblock      | Reaktortyp | Netto- leistung | Brutto- leistung | Baubeginn  | Netzsyn- chronisation | Kommer- zieller Betrieb | Abschal- tung |
| ----------------- | ---------- | --------------- | ---------------- | ---------- | --------------------- | ----------------------- | ------------- |
| Kakrapar (KAPS)-1 | IPHWR-220  | 202 MW          | 220 MW           | 01.12.1984 | 24.11.1992            | 06.05.1993              |               |
| Kakrapar (KAPS)-2 | IPHWR-220  | 202 MW          | 220 MW           | 01.04.1985 | 04.03.1995            | 01.09.1995              |               |
| Kakrapar (KAPS)-3 | IPHWR-700  | 630 MW          | 700 MW           | 22.11.2010 | 10.01.2021            | 30.06.2023              |               |
| Kakrapar (KAPS)-4 | IPHWR-700  | 630 MW          | 700 MW           | 22.11.2010 | 20.02.2024            | 31.03.2024              |               |